# Джон Вільям Сноу
Джон Сноу (англ. John William Snow; нар. 2 серпня 1939, Толідо, штат Огайо, США) — американський економіст і державний діяч. Колишній міністр фінансів США (3 лютого 2003 — 28 червня 2006).